# I, Claudius (série)
I, Claudius (prt: Eu, Cláudio), estilizado como I·CLAVDIVS, é uma minissérie britânica da BBC2 de 1976, adaptada do romance homónimo, de Robert Graves, de 1934, e da sua sequência de 1935, Claudius the God. A série foi exibida em Portugal na RTP2, entre 17 de outubro e 9 de janeiro de 1979, às terças-feiras, às 22 horas e 30 minutos, a seguir ao "Informação 2".

## Sinopse
I, Claudius segue a história do início do Império Romano, narrada pelo idoso imperador romano Cláudio, desde o ano 24 a.C. até à sua morte em 54 d.C.
A série começa com imperador Augusto, o primeiro imperador de Roma, a tentar encontrar um herdeiro, e a sua esposa, Lívia, a conspirar para elevar seu próprio filho Tibério a esta posição. Uma especialista em envenenamento, Lívia usa o assassinato secreto e a traição de todos os rivais para atingir os seus objetivos, começando com a morte de Marcelo em 22 a.C. A trama, a traição e o assassinato continuam por muitas décadas, durante o reinado de Tibério, a conspiração política do seu prefeito pretoriano Sejano e o governo depravado do lunático imperador Calígula, culminando na ascensão acidental ao poder do seu tio Cláudio. O reinado iluminado deste é marcado pelas traições da sua esposa adúltera Messalina e do seu amigo de infância Herodes Agripa. Cláudio acaba por aceitar a inevitabilidade do seu próprio assassinato e consente em se casar com sua sobrinha maquinadora, Agripina, a Jovem, abrindo caminho para a ascensão do seu enteado louco, Nero, cujo reinado desastroso Cláudio em vão espera que traga a restauração da República Romana.

## Elenco
- Derek Jacobi como Cláudio
  - Ashley Knight como Cláudio (jovem)
- Siân Phillips como Lívia Drusa
- George Baker como Tiberius
- John Hurt como Calígula
  - Robert Morgan como Calígula (jovem)
- Brian Blessed como Augusto
- Patrick Stewart como Lúcio Élio Sejano
- Margaret Tyzack como Antónia, a Jovem
  - Amanda Kirby como Antónia (jovem)
- Patricia Quinn como Lívila
  - Katharine Levy como Lívila (jovem)
- John Paul como Marco Vipsânio Agripa
- Sheila White como Messalina
- Christopher Biggins como Nero
- Ian Ogilvy como Nero Cláudio Druso
- David Robb como Germânico
  - Gary Lock as Germânico (jovem)
- John Castle como Agripa Póstumo
  - Alister Kerr como Agripa Póstumo (jovem)
- Fiona Walker como Agripina
  - Diana Hutchinson como Agripina (jovem)
- Frances White como Júlia, a Velha
- James Faulkner como Herodes Agripa I
  - Michael Clements como Herodes Agripa I (jovem)
- Kevin McNally como Druso Júlio César
- John Rhys-Davies como Névio Sutório Macro
- Christopher Guard como Marco Cláudio Marcelo
- Stratford Johns como Cneu Calpúrnio Pisão
- Bernard Hepton como Marco Antônio Palas
- John Cater como Tibério Cláudio Narciso
- Barbara Young como Agripina Menor
- Beth Morris como Drusila
- Simon MacCorkindale como Lúcio César
  - Russell Lewis como Lúcio César (jovem)
- Sheila Ruskin como Vipsânia Agripina
- Angela Morant como Octávia
- Graham Seed como Tibério Cláudio César Britânico
- Jo Rowbottom como Calpurnia
- Lyndon Brook como Ápio Júnio Silano
- Sam Dastor como Cássio Quereia
- Kevin Stoney como Trásilo de Mendes
- Freda Dowie como Milónia Cesónia & Sibila de Cumas
- Irene Hamilton como Munácia Plancina
- Darien Angadi como Gaius Plautius Silanus
- Peter Bowles como Carataco
- Norman Eshley como Marco Vinício
- John Bennett como Xenofonte
- Patsy Byrne como Martina
- Douglas Melbourne como Tibério Gemelo
- Karin Foley como Júlia
- Earl Rhodes como Caio César
- Richard Hunter como Druso César
- Cheryl Johnson como Cláudia Otávia
- Isabel Dean como Lollia
- Liane Aukin como Élia Pecina
- Moira Redmond como Domícia Lépida, a Jovem
- Bernard Hill como Gratus
- Norman Rossington como Sargento da guarda
- Lockwood West como Senador
- Nicholas Amer como Mnester
- Renu Setna como Antonius Musa
- Jennifer Croxton como Pláucia Urgulanila
- Charles Kay como Caio Asínio Galo
- Donald Eccles como Caio Asínio Polião
- Denis Carey como Tito Lívio
- John Truscott como Bibliotecário
- Norman Shelley como Horácio
- Carleton Hobbs como Aristarchus
- Guy Siner como Pylades
- Edward Jewesbury como Tito
- Aubrey Richards como Lucius Visellius Varo
- Roy Purcell como Publio Vitélio, o Jovem
- Jonathan Burn como Paulo Fábio Máximo
- Esmond Knight como Domitus
- Jon Laurimore como Cneu Cornélio Lêntulo Getúlico
- Bruce Purchase como Gaius Sabinus
- James Fagan como Amante de Asprenas e Julia
- Geoffrey Hinsliff como Rufrius
- George Little como Tortius
- Neal Arden como Cestius
- Sally Bazely como Poppea
- Jan Carey como Diana
- Peter Williams como Caio Sílio
- Anne Dyson como Briseis
- George Pravda como Gershom
- Stuart Wilson como Caio Sílio
- Charlotte Howard como Scylla
- Manning Wilson como Caio Víbio Marso
- George Innes como Quintus Justus
- Linal Haft como Lúcio Lusius Geta
- Kate Lansbury como Apicata
- Roger Bisley como Aulo Pláucio e Senador
- Tony Haygarth como Escravo de Cláudio
- George Howe como Senador
- Pat Gorman como Capitão da guarda
- Neil Dickson como Guarda

## Episódios
| #  | Título original                    | Título em Portugal | Exibição original      | Exibição original      |
| -- | ---------------------------------- | ------------------ | ---------------------- | ---------------------- |
| 1a | "A Touch of Murder"                | ASA                | 20 de setembro de 1976 | 17 de outubro de 1978  |
| 1b | "Family Affairs"                   | ASA                | 20 de setembro de 1976 | 24 de outubro de 1978  |
| 2  | "Waiting in the Wings"             | ASA                | 27 de setembro de 1976 | 24 de outubro de 1978  |
| 3  | "What Shall We Do About Claudius?" | ASA                | 4 de outubro de 1976   | 7 de novembro de 1978  |
| 4  | "Poison Is Queen"                  | Veneno Impera      | 11 de outubro de 1976  | 14 de novembro de 1978 |
| 5  | "Some Justice"                     | Alguma Justiça     | 18 de outubro de 1976  | 21 de novembro de 1978 |
| 6  | "Queen of Heaven"                  | A Rainha do Céu    | 25 de outubro de 1976  | 28 de novembro de 1978 |
| 7  | "Reign of Terror"                  | ASA                | 1 de novembro de 1976  | 5 de dezembro de 1978  |
| 8  | "Zeus, by Jove!"                   | ASA                | 8 de novembro de 1976  | 12 de dezembro de 1978 |
| 9  | "Hail Who?"                        | ASA                | 15 de novembro de 1976 | 19 de dezembro de 1978 |
| 10 | "Fool's Luck"                      | ASA                | 22 de novembro de 1976 | 26 de dezembro de 1978 |
| 11 | "A God in Colchester"              | ASA                | 29 de novembro de 1976 | 2 de janeiro de 1979   |
| 12 | "Old King Log"                     | ASA                | 6 de dezembro de 1976  | 9 de janeiro de 1979   |